# Ídol d'Extremadura
Ídol d'Extremadura és una escultura cilíndrica antropomorfa, que va ser esculpida en alabastre, en un lloc indeterminat de la vall del Guadalquivir, a l'època del Calcolític, a la península Ibèrica, al tercer mil·lenni aC. Forma part de la col·lecció del Museu Arqueològic Nacional, a Madrid, i li correspon el número d'inventari 20572, pertanyent a l'exposició «Tresors del Museu Arqueològic Nacional».

## Història
L'ídol pertany als coneguts com «ídols oculats»; està representat amb dos grans ulls de forma circular, unes celles marcades amb traços corbs, tres parells de línies corbes que podrien pertànyer a un tatuatge facial, i a la part superior i posterior es troben una sèrie de línies paral·leles fent ziga-zaga que reprodueixen el cabell; aquest ídol és de similars característiques a altres que han estat trobats a la zona de la vall del Guadalquivir i la baixa Andalusia com a exponents del calcolític local i que estan catalogats com a objectes de culte. La importància atorgada a aquesta iconografia es reflecteix en la seva repetició en altres elements de la cultura material, com són les ceràmiques simbòliques. Les variants observades en aquests ídols poden respondre a factors territorials i, malgrat tractar-se de representacions asexuades, s'han relacionat amb divinitats femenines o personificacions de la mort, dintre de creences centrades en el culte a la fertilitat i vinculades a societats agràries. Malgrat la seva denominació com a ídol d'Extremadura, la seva procedència més probable seria del sud de la vall del Guadalquivir.
La Sociedad Extremeña de Oftalmología (SEOF) ha adaptat el seu logotipus en la grafia dels ulls de l'Ídol d'Extremadura.

## Característiques
- Forma: cilíndric, oculat.
- Material: alabastre.
- Període: calcolític.
- Tècnica: incisions i poliment.
- Altura: 12,75 centímetres.
- Diàmetre màxim: 6,10 centímetres.
- Pes: 912 grams.

## Galeria

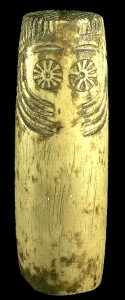
Vista de front
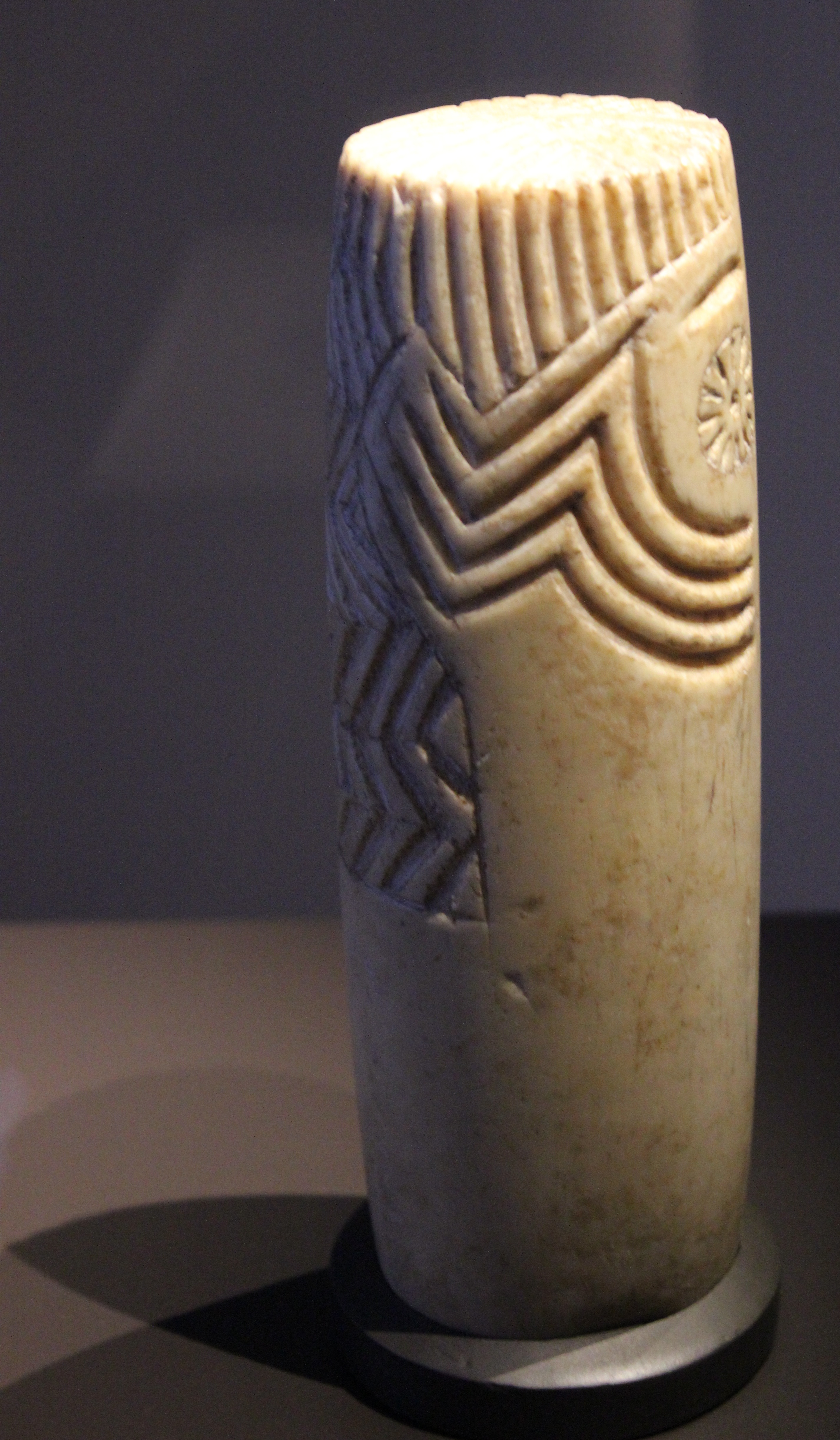
Vista de costat
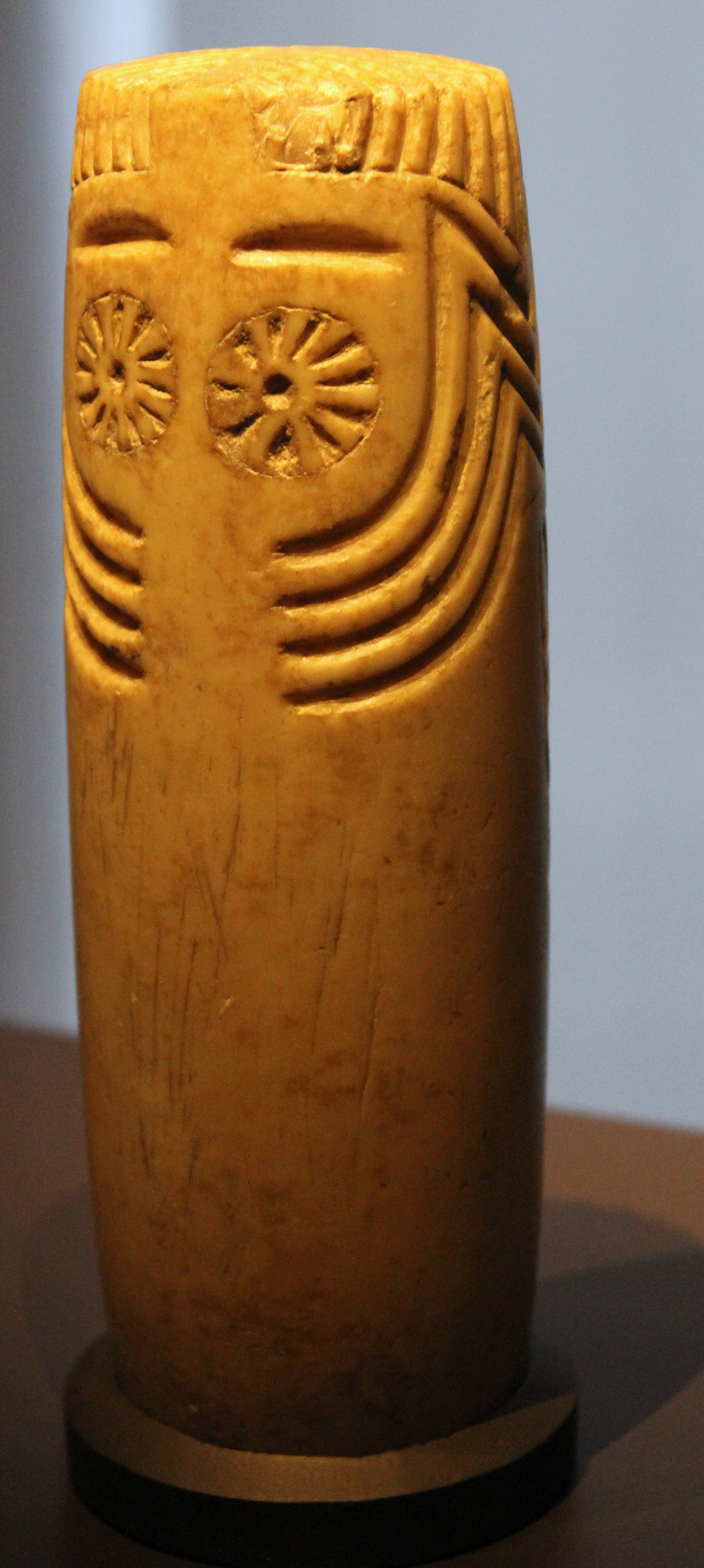
Vista de tres quarts
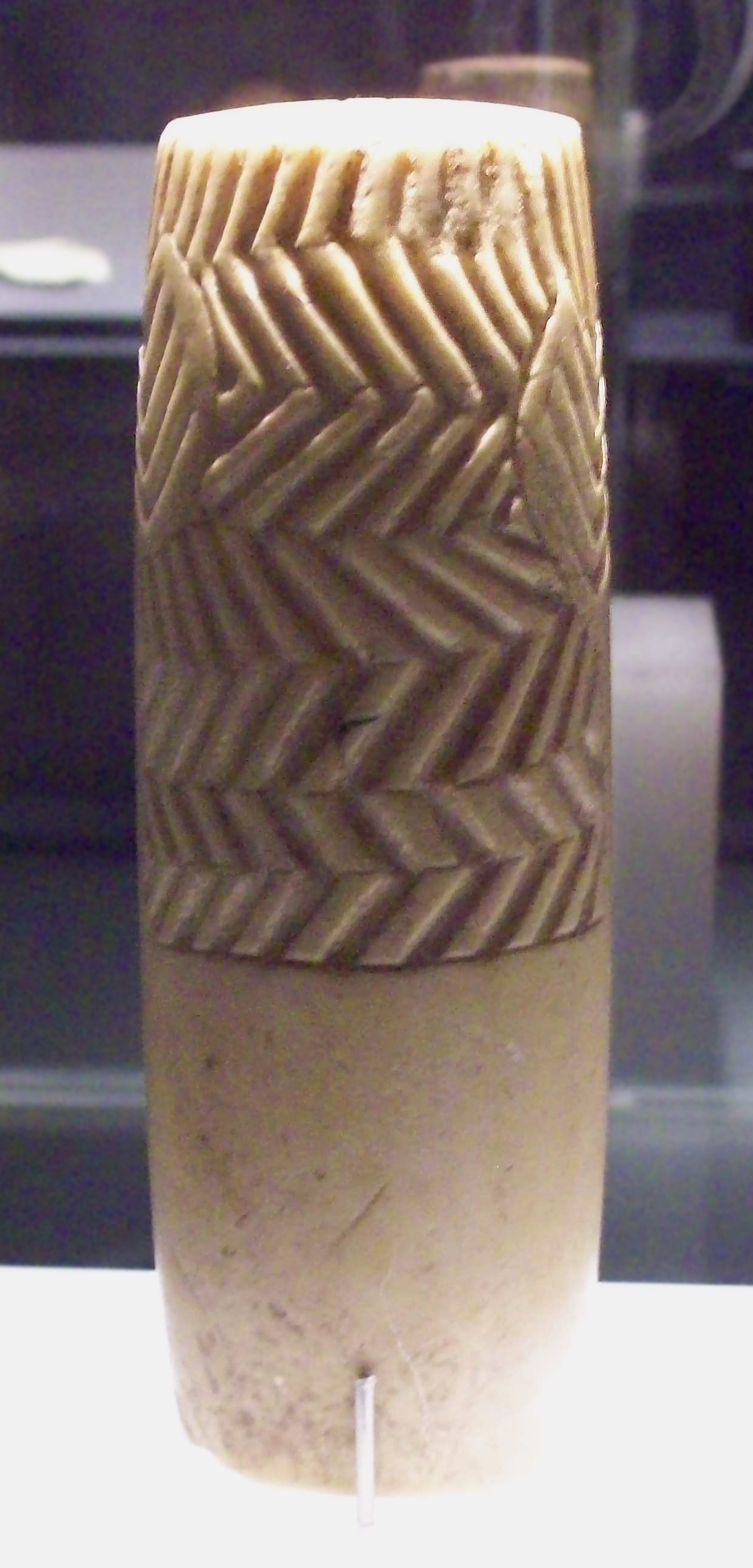
Part posterior